# Посвентне (гміна, Опочинський повіт)
Гміна Посвентне (пол. Gmina Poświętne) — сільська гміна у центральній Польщі. Належить до Опочинського повіту Лодзинського воєводства.
Станом на 31 грудня 2011 у гміні проживало 3311 осіб.

## Територія
Згідно з даними за 2007 рік площа гміни становила 140.87 км², у тому числі:
- орні землі: 38.00%
- ліси: 57.00%

Таким чином, площа гміни становить 13.56% площі повіту.

## Населення
Станом на 31 грудня 2011:
| Опис     | Загалом | Загалом | Чоловіки | Чоловіки | Жінки | Жінки |
| -------- | ------- | ------- | -------- | -------- | ----- | ----- |
| одиниця  | осіб    | %       | осіб     | %        | осіб  | %     |
| все      | 3311    | 100     | 1690     | 51.04    | 1621  | 48.96 |
| міське   | 0       | 100     | 0        |          | 0     |       |
| сільське | 3311    | 100     | 1690     | 51.04    | 1621  | 48.96 |

## Сусідні гміни
Гміна Посвентне межує з такими гмінами: Джевиця, Жечиця, Іновлудз, Одживул, Опочно.